# Горянка дворядна
Горянка дворядна (Oreochloa disticha) — вид однодольних рослин з родини злакових (Poaceae).

## Морфологічна характеристика
Це багаторічна трава, що утворює густі дерновини. Стебла заввишки 8–30 см, жорсткі, тонкі, гладкі, голі, лише зверху запушені. Піхви листків грубо запушені, зімкнуті, язичок 3–6 мм завдовжки, листові пластинки щетинисто закручені, базальні в довжину до 15 см стеблові завдовжки 1–3 см, 0.2–0.6 мм ушир. Волоть колосоподібна, 9–15 см завдовжки, 7–9 см завширшки. Колосочки яйцеподібні, 4–6 мм завдовжки, 3–4-квіткові, сидячі чи на дуже коротких ніжках. Колоскові луски майже перетинчасті, коротше колоска, 3.5–4 мм завдовжки; нижні квіткові луски широко-яйцюваті, 4–5 мм завдовжки. 2n=14. Період цвітіння: липень — вересень.

## Поширення
Вид є ендеміком Європи: Франція, Італія, Швейцарія, Німеччина, Австрія, колишня Югославія, Румунія, Словаччина, Польща, Україна.
В Україні вид росте на луговинах і кам'янистих місцях у верхній частині субальпійського та в альпійському поясі на висоті близько 1800 м — у пд.-сх. ч. Карпат (хр. Чорногора, Гуцульсько-мармарошські гори), рідко.

## Галерея

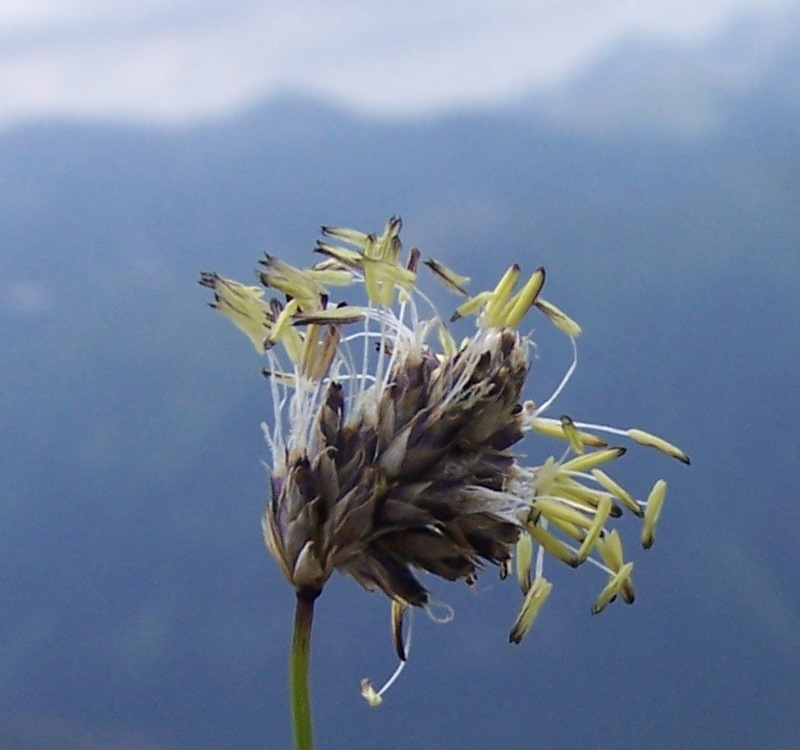
суцвіття
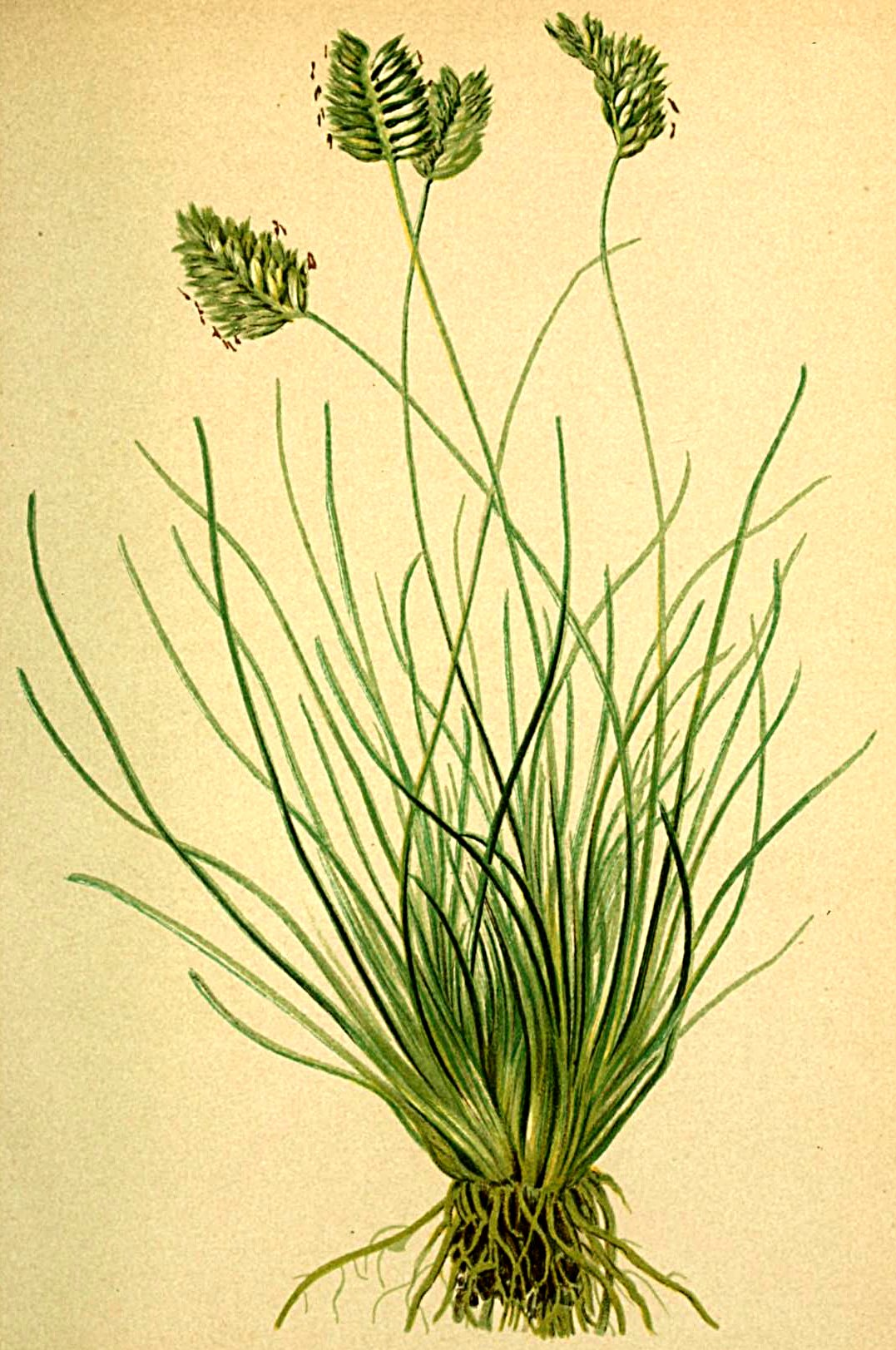
ілюстрація